# Beaumont-du-Périgord
Beaumont-du-Périgord foi uma comuna francesa na região administrativa da Nova Aquitânia, no departamento Dordonha. Possuia uma área de 24,18 km² e 1.150 habitantes (censo de 1999), perfazendo uma densidade demográfica de 48 hab/km².
Em 1 de janeiro de 2016, passou a formar parte da nova comuna de Beaumontois-en-Périgord.